# Revy
Revy är en teatertradition med anor från mitten av 1800-talet.
Revy är en underhållningsform som består av en blandning av sång, musik, dans, sketch och monolog. Till kupletterna och sångerna används ofta kända musikstycken som försetts med nyskrivna texter. I sketcherna behandlas aktuella ämnen med satir och humor.
På samma sätt som operett och musikal förenar revyn musik-, dans- och upplästa bidrag till en totalföreställning. I revyn saknas dock ofta en genomgående röd tråd. Om en sådan finns är den lös, och alla revyns nummer behöver inte nödvändigtvis relatera till den.

## Revy i Sverige

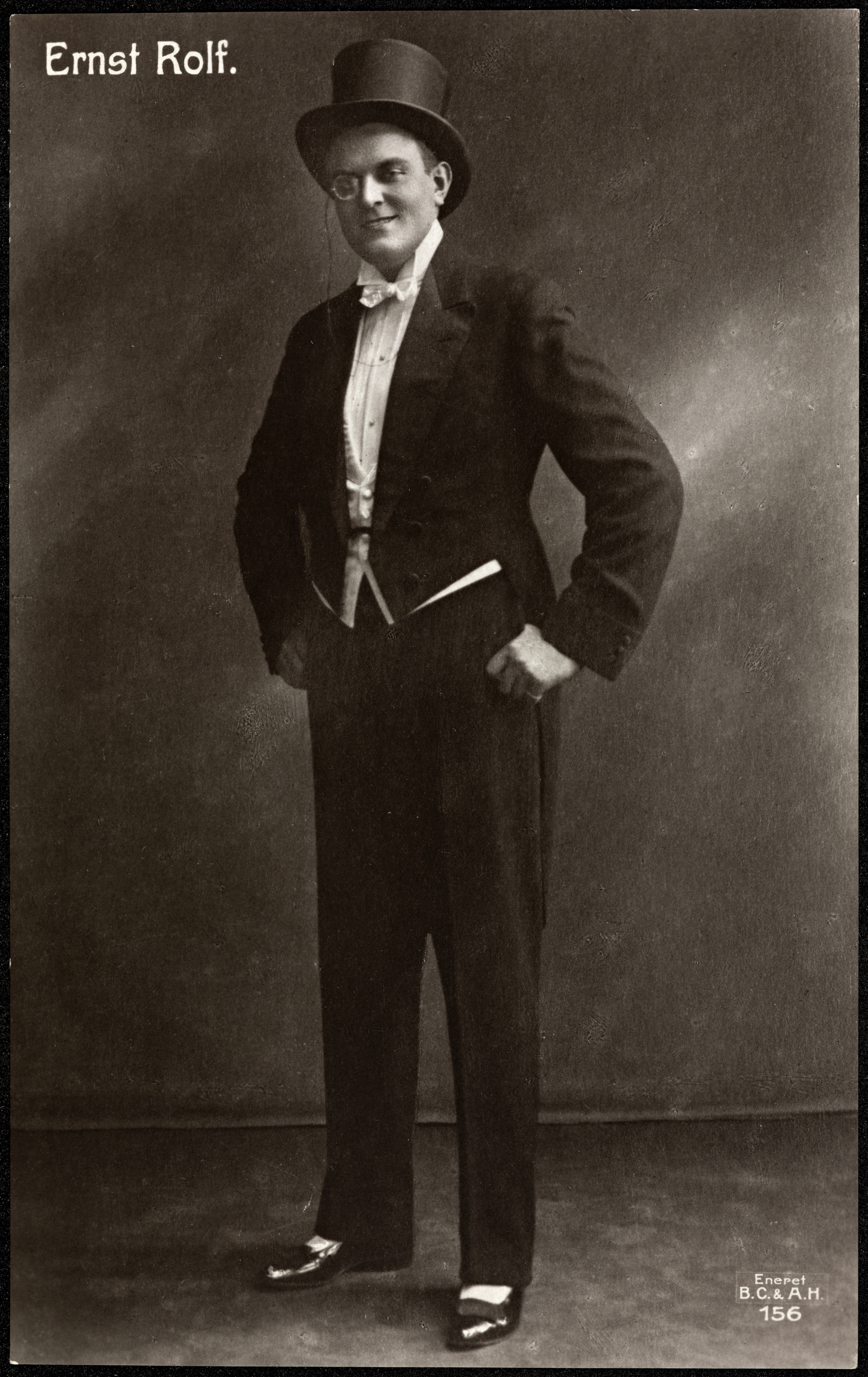
Ernst Rolf som revycharmör.

Sverige har en av de starkaste revytraditionerna i världen. Det som kallades den första svenska revyn hade premiär på nyårsdagen 1845 på Nya Teatern i Stockholm. Författaren August Blanche hade hämtat inspiration från de teaterstycken som spelades i Paris vid nyårstid och som behandlade det gångna årets händelser. Bland Blanches efterträdare kan nämnas Frans Hedberg som satte upp ett flertal revyer på Södra Teatern i Stockholm. Andra tidiga revyförfattare i Sverige var Emil Norlander och Axel Engdahl med mycket slagkraftiga texter.
Under 1920-talet utvecklades två spår inom svensk revy, dels lyxrevyn med prakt och överdåd på scenen representerad av Ernst Rolf och dels den satiriska revyformen med skarpa texter som växte fram med Karl Gerhard. Drag av bägge sorterna fanns hos både Rolf och Gerhard. Lyxrevyn och den satiriska revyn bör snarare ses som extrempunkterna på en skala, än som två väsensskilda former. Ett av Karl Gerhards satiriska revynummer signerat är Den ökända hästen från Troja, där han kritiserade medlöperi med nazismen under andra världskriget. Från Karl Gerhards tid härstammar nyårsrevyerna, som i hög grad brukar behandla saker som hänt  under året.
Genom åren förändrades revygenren ytterligare. Gösta Bernhard och Stig Bergendorff skapade Casinorevyn och införde den snabba och effektiva crazyhumorn i Sverige på 1940-talet. Povel Ramel präglade revykonsten med sina Knäppupp-revyer, som kännetecknades av en originalitet och uppfinningsrikedom utöver det vanliga. Knäppupp tog efter cirkusar och frikyrkor och turnerade landet runt i tält.
Hans Alfredson och Tage Danielsson startade produktionsbolaget AB Svenska Ord och skapade klassiska revyer som Gröna Hund, Gula Hund och Glaset i örat med flera.
Från 1980-talet har Galenskaparna och After Shave med stor framgång fört den svenska revytraditionen vidare. 
I dag är revygenren mer sällsynt på de stora teaterscenerna. Revy spelas ytterst sporadiskt i storstäderna. Revytraditionen hålls i stort sett vid liv av amatörsällskap, vars uppsättningar brukar kallas lokalrevy, oftast i form av nyårsrevyer med premiär på själva nyårsafton eller strax efter.
Lokalrevyerna har en samarbetsorganisation, Riksförbundet Lokalrevyer i Sverige, som årligen på Svensk Revyfestival med Revy-SM (tidigare Revyrixdan) delar ut priser i tävlingsklasserna Sång & Musik, Dans & Rytm, Monolog, Sketch och Lokalt nummer, samt författarpriset Povels penna, Karl Gerhard-hatten (för ett satiriskt nummer i Karl Gerhards anda) samt utbildningsstipendiet Parnevikstipendiet.

### Kända svenska revyskapare
- Ernst Rolf
- Karl Gerhard
- Gösta Ekman (1890-1938)
- Sigge Fürst
- Svasse Bergqvist
- Franz Engelke
- Gustav Wally
- Kar de Mumma
- Ragnar Klange
- Gösta Bernhard
- Povel Ramel
- Sten-Åke Cederhök
- Mats Ljung
- Hagge Geigert
- Hasse och Tage
- Tjadden Hällström
- Peter Flack
- Rulle Lövgren
- Runo Sundberg
- Rune Göransson
- Galenskaparna och After Shave
- Henrik Dorsin